# James L. Baldwin

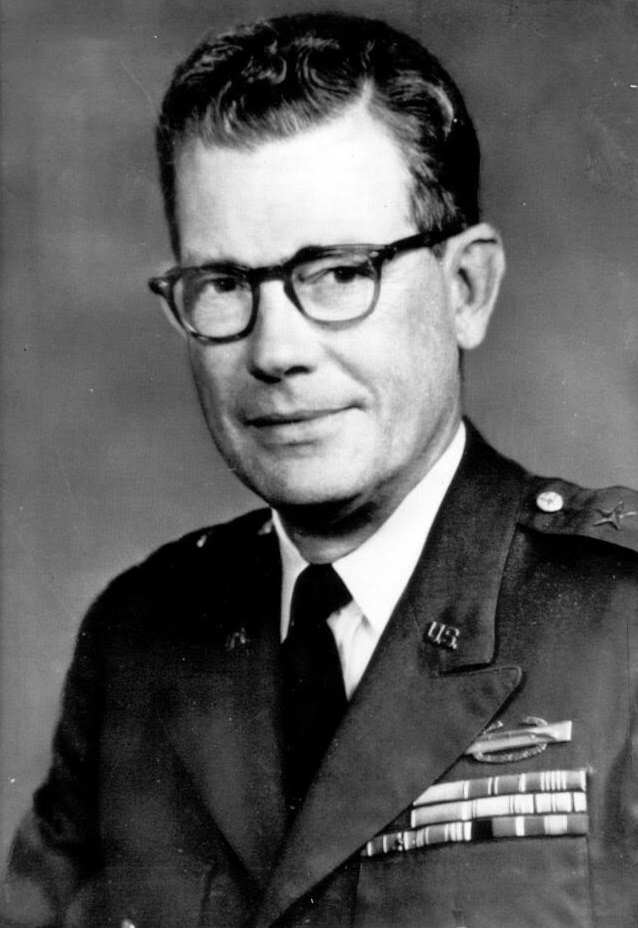
James L. Baldwin (1972)

James Leon Baldwin (* 28. Februar 1921 in Omaha, Douglas County, Nebraska; † 8. November 1979 in River Falls, Wisconsin) war ein Generalmajor der United States Army. Er war unter anderem Kommandeur der 23. Infanteriedivision, die auch unter dem Namen Americal Division (für American, New Caledonian Division) bekannt ist.
In den Jahren 1938 und 1939 besuchte Baldwin das Kansas State Teachers College und im Jahr 1939 trat er der Army National Guard bei. Nachdem diese offiziell dem US-Heer unterstellt wurde, diente er unter anderem bei der 35. Infanteriedivision. Kurz nach dem amerikanischen Eintritt in den Zweiten Weltkrieg absolvierte er die Officer Candidate School. Danach wurde er als Leutnant in das Offizierskorps des Heeres aufgenommen. In der Armee durchlief er anschließend alle Offiziersränge vom Leutnant bis zum Zwei-Sterne-General.
Im Lauf seiner militärischen Karriere absolvierte James Baldwin verschiedene Kurse und Schulungen. Dazu gehörten unter anderem das Command and General Staff College und das National War College. Außerdem erhielt er akademische Grade von der George Washington University und der Columbia University.
Während des Zweiten Weltkriegs war Baldwin mit der 99. Infanteriedivision auf dem europäischen Kriegsschauplatz eingesetzt. Er war mit seiner Einheit unter anderem an der Abwehr der deutschen Ardennenoffensive und am alliierten Vormarsch durch das Rheinland beteiligt. Er gehörte auch zu den Ermittlern bei der Untersuchung und Aufklärung des Malmedy-Massakers, bei dem viele amerikanische Soldaten, die sich den Deutschen ergeben hatten, von SS-Einheiten erschossen wurden.
Nach dem Krieg war Baldwin unter anderem in Deutschland Stabsoffizier beim 16. Infanterieregiment, das zur 1. Infanteriedivision gehörte. Nach zwischenzeitlich anderen Verwendungen wurde er mit der 24. Infanteriedivision im Koreakrieg eingesetzt, wo er Bataillonskommandeur in deren 21. Infanterieregiment war. Danach leitete er die Stabsabteilung G1 (Personal) dieser Division.
In den folgenden Jahren absolvierte Baldwell die oben erwähnten Schulen. Außerdem war er in verschiedenen Hauptquartieren als Stabsoffizier tätig. In den Jahren 1964 bis 1966 kommandierte er eine Brigade der 4. Panzerdivision. Anschließend war er für einige Monate Leiter der Stabsabteilung G4 (Nachschub) dieser Division. Danach wurde er nach Berlin versetzt, wo er Kommandeur der dortigen amerikanischen Truppen war.
Ende der 1960er Jahre war Baldwin zunächst Stabsoffizier im Heeresministerium (Assistant Chief of Staff for Force Development) und dann beim Vice Chief of Staff of the Army. Ab Juli 1970 nahm er aktiv am Vietnamkrieg teil. Dort war er bis November 1970 stellvertretender Kommandeur des XXIV. Korps. Dann übernahm er das Kommando über die 23. Infanteriedivision. Diese stand damals noch in der Kritik wegen des zwei Jahre zuvor stattgefundenen Massakers von Mỹ Lai. Überschattet wurde Baldwins Zeit als Kommandeur dieser Division auch von der Schlacht um FSB Mary Ann am 28. März 1971. Bei diesem nordvietnamesischen Angriff kamen 30 amerikanische Soldaten ums Leben. Die Verteidigungseinrichtungen im FSB Mary Ann erwiesen sich als unzureichend und die Moral der amerikanischen Soldaten als schlecht. Während der anschließenden Untersuchung des Zwischenfalls wurde der 23. US-Infanteriedivision ein verheerendes Zeugnis ausgestellt, viele Kommandeure von unterstellten Einheiten wurden entlassen oder degradiert. Zu den Betroffenen gehörte auch Divisionskommandeur Baldwin, der am 12. Juli 1971 von seinem Kommando entbunden wurde. In der Folge sollte im Generalstab in Washington D.C. über eine Degradierung Baldwins diskutiert werden. Dazu kam es aber nicht. Er behielt seinen Dienstgrad, musste aber eine Abmahnung hinnehmen.
Anschließend erhielt Baldwin eine Stelle als Stabsoffizier in der Abteilung G4 (Logistik) des Heeresministeriums. Wenig später schied er im Jahr 1972 aus dem Militärdienst aus. Er verbrachte seinen Lebensabend in Arlington in Virginia, wo er zwischenzeitlich als Berater für das Außenministerium der Vereinigten Staaten tätig war. Er starb am 8. November 1979 und wurde auf dem amerikanischen Nationalfriedhof Arlington beigesetzt.

## Orden und Auszeichnungen
James Baldwin erhielt im Lauf seiner militärischen Laufbahn unter anderem folgende Auszeichnungen:
- Legion of Merit
- Bronze Star Medal
- Army Commendation Medal
- Purple Heart